# Monaco aux Jeux olympiques de 1920
L'équipe de Monaco olympique participe pour la première fois aux jeux olympiques d'été. Monaco ne remporte aucune médaille.

## Liste des engagés monegasques

### Athlétisme
Deux athlètes représentent la principauté de Monaco.
| Athlète        | Discipline       | Séries   | Séries     | Quarts de finale | Quarts de finale | Demi-finales | Demi-finales | Finale       | Finale       |
| Athlète        | Discipline       | Résultat | Classement | Résultat         | Classement       | Résultat     | Classement   | Résultat     | Classement   |
| -------------- | ---------------- | -------- | ---------- | ---------------- | ---------------- | ------------ | ------------ | ------------ | ------------ |
| Émile Barral   | 800 m            | N/A      | N/A        | ?                | 7                | Non qualifié | Non qualifié | Non qualifié | Non qualifié |
| Edmond Médécin | 100 m            | ?        | 5          | Non qualifié     | Non qualifié     | Non qualifié | Non qualifié | Non qualifié | Non qualifié |
| Edmond Médécin | 200 m            | ?        | 5          | Non qualifié     | Non qualifié     | Non qualifié | Non qualifié | Non qualifié | Non qualifié |
| Edmond Médécin | Saut en longueur | 6,035 m  | 21         | N/A              | N/A              | N/A          | N/A          | Non qualifié | Non qualifié |
| Edmond Médécin | Pentathlon       | N/A      | N/A        | N/A              | N/A              | N/A          | N/A          | Abandon      | Abandon      |

### Gymnastique

#### Gymnastique artistique
| Gymnaste        | Discipline                         | Finale   | Finale     |
| Gymnaste        | Discipline                         | Résultat | Classement |
| --------------- | ---------------------------------- | -------- | ---------- |
| Joseph Crovetto | Concours général individuel hommes | 74.10    | 22         |
| Michel Porasso  | Concours général individuel hommes | 81.40    | 12         |